# Can Lleonart (Castellterçol)
Can Lleonart és una obra noucentista de Castellterçol (Moianès) inclosa a l'Inventari del Patrimoni Arquitectònic de Catalunya.

## Descripció
Edifici aïllat de tipologia ciutat-jardí. Compost de planat baixa i pis, amb coberta composta. La planat és quadrada i la composició de la façana és simètrica, amb finestres geminades. Del centre de l'edifici surt una petita torre.

## Història
La plaça Tresserres, lloc on es troba l'edifici, és eixample del carrer Sant Llogari, important carrer que prové del nucli històric de la ciutat, i que constitueix l'eix vertebral del Castellterçol medieval.